# Нагаєвський Артем Сергійович
Артем Сергійович Нагаєвський (нар. 24 січня 1983, м. Умань, Черкаська область) — український підприємець, політик. Народний депутат України 9-го скликання.

## Життєпис
Закінчив економічний факультет Київського національного університету імені Тараса Шевченка (кафедра «Фінанси та Банківська справа»). Здобув ступінь магістра.
Нагаєвський є головою правління логістичної компанії ПАТ АТП 13058.
Він спеціалізується на макроекономічних дослідженнях і стратегічному прогнозуванні.
Кандидат у народні депутати від партії «Слуга народу» на парламентських виборах 2019 року, № 96 у списку. На час виборів: заступник голови правління ПАТ АТП 13058, член партії «Слуга народу». Проживає в Києві.
Член Комітету Верховної Ради з питань аграрної та земельної політики, голова підкомітету з питань земельних відносин.